# Грішина Гора
Грішина Гора (рос. Гришина Гора) — присілок в Пустошкинському районі Псковської області Російської Федерації.
Населення становить 3 особи. Входить до складу муніципального утворення Алольська волость.

## Історія
Від 2015 року входить до складу муніципального утворення Алольська волость.

## Населення
| 2002 | 2010 |
| ---- | ---- |
| 2    | ↗3   |